# Célestin Amani
Célestin Amani – iworyjski piłkarz grający na pozycji pomocnika. W swojej karierze rozegrał 4 mecze w reprezentacji Wybrzeża Kości Słoniowej.

## Kariera klubowa
W swojej karierze piłkarskiej Amani grał w klubie Africa Sports.

## Kariera reprezentacyjna
W reprezentacji Wybrzeża Kości Słoniowej Amani zadebiutował 4 października 1993 w przegranym 0:1 towarzyskim meczu z Japonią, rozegranym w Tokio. W 1994 roku został powołany do kadry na Puchar Narodów Afryki 1994. Na nim zajął z Wybrzeżem 3. miejsce. Na tym turnieju rozegrał jeden mecz, o 3. miejsce z Mali (3:1). Od 1993 do 1994 rozegrał w kadrze narodowej 4 mecze.